# Route 71 (Ontario)
Pour les articles homonymes, voir Route 71.
La route 71 est une route provinciale de l'Ontario reliant les États-Unis à Kenora, passant entre autres par Emo et par Sioux Narrows. Elle possède une longueur totale de 194 kilomètres et fait partie de la route transcanadienne.

## Description du Tracé

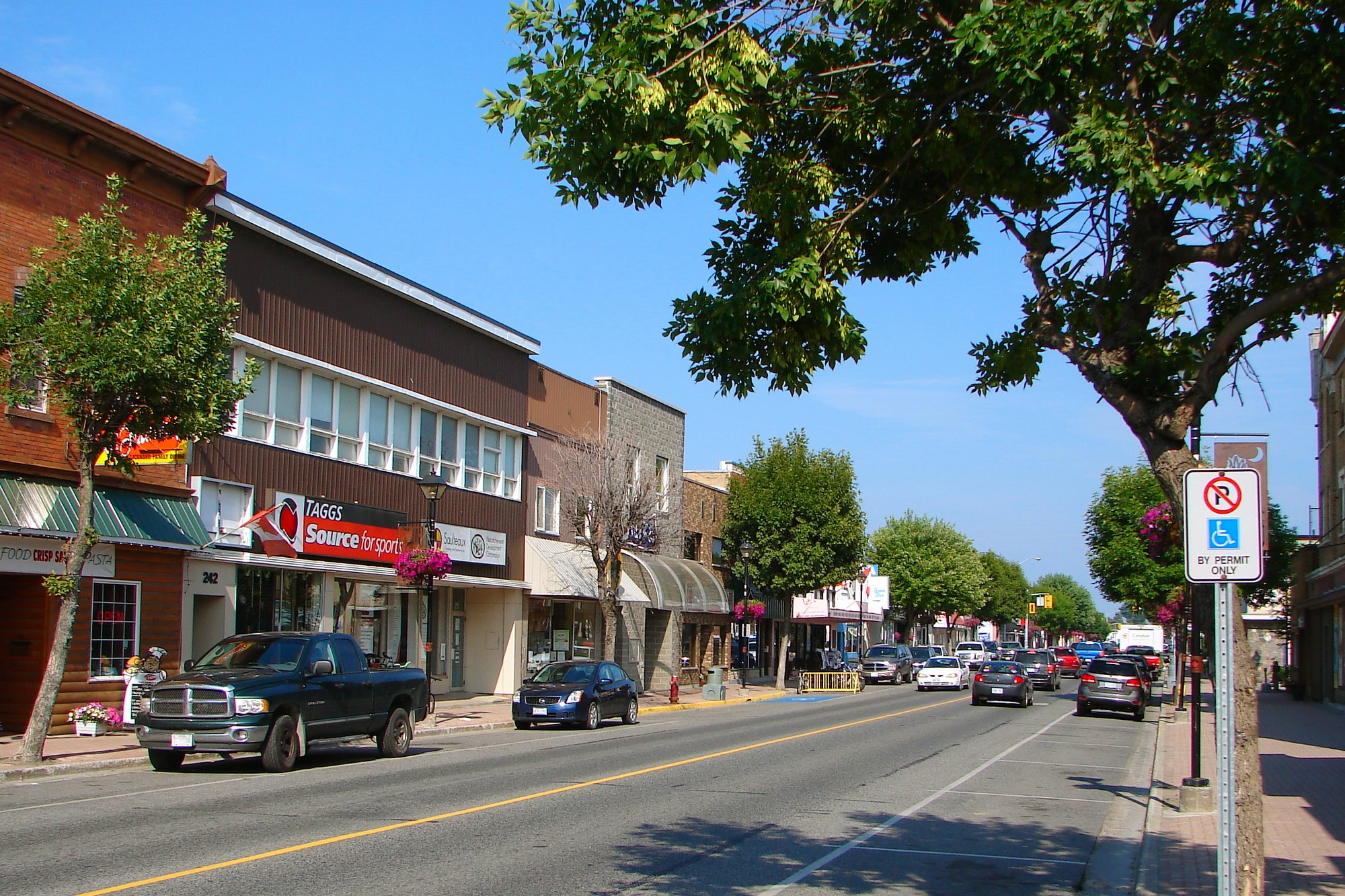
Fort Frances, Ontario.

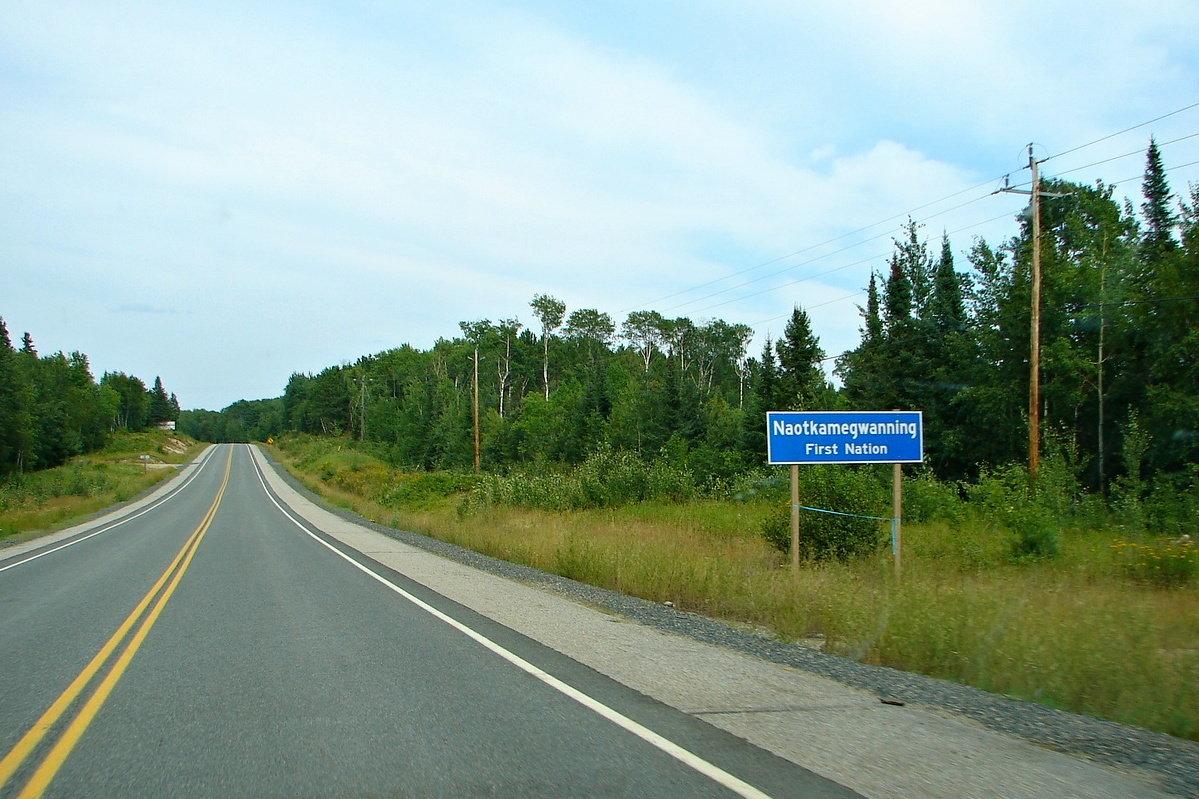
la route 71 à Naotkamegwannig.

La route 71 débute à la frontière entre le Canada et les États-Unis, plus précisément à Fort Frances comme étant la suite de la route U.S. 71 en provenance d'International Falls au Minnesota, l'autre côté de la frontière. La route 71 prend la rue Central pendant à peine 100 mètres avant de rejoindre la Route 11, avec laquelle la 71 forme un multiplex pendant 36 kilomètres, suivant la rive nord de la Rainy River, traversant une région agricole et la ville d'Emo. C'est à l'est de Barwick que la 71 se sépare de la 11 pour entreprendre sa route vers le nord avec le statut de route transcanadienne.
La 71 continue de traverser la région agricole de la rivière Rainy River avant d'entrer dans les montagnes du bouclier canadien, lesquelles traversent la route 71 dans un axe nord-sud. En plus de passer près des lacs des Bois, Kakagi et Dryberry, elle est très sinueuse à cause des nombreux lacs et montagnes, particulièrement dans la région de Sioux Narrows, village traversé par la route 71. C'est dans l'arrondissement de Longbow Lake de Kenora que la route 71 prend fin à la Route 17, en direction de Kenora ou de Thunder Bay.

## Intersections
| Route 71        |                       |      | | |
| District        | Ville                 | km   | Intersection/Destinations | Notes |
| Rainy River     | Fort Frances          | 0    | Frontière Canado-Américaine Suite de la U.S. 71 en provenance d'International Falls Poste douanier ouvert 24h/24 Début de la route 71 | Frontière Canado-Américaine Suite de la U.S. 71 en provenance d'International Falls Poste douanier ouvert 24h/24 Début de la route 71 |
| Rainy River     | Fort Frances          | ~0.1 | R-11 est, Atikokan, Thunder Bay | Début du multiplex de 36 kilomètres avec la Route 11                                                                                  |
| Rainy River     | Fort Frances          | 2    | Route 602 ouest, Devlin | |
| Rainy River     | Fort Frances          | 9-10 | Route 611, Government Landing | |
| Rainy River     | La Vallee             | 22   | Route 613, Devlin, Government Landing                                                                                                 | |
| Rainy River     | Barwick               | 36   | R-11 ouest, Rinewood, Rainy River, Baudette (MN)                                                                                      | Fin du multiplex avec la Route 11 |
| Rainy River     | Black Hawk            | 55   | Route 600 ouest/Route 615 est, North Branch, Morson, Burditt Lake                                                                     | |
| Kenora          | Kenora (Longbow Lake) | 194  | R-17, Kenora, Thunder Bay, Winnipeg                                                                                                   | Fin de la route 71 |
| Vert: Multiplex |                       |      | | |